# Homalomena nutans
Homalomena nutans är en kallaväxtart som beskrevs av Joseph Dalton Hooker. Homalomena nutans ingår i släktet Homalomena och familjen kallaväxter. Inga underarter finns listade.